# Ядерное испытание в КНДР (2017)
3 сентября 2017 года КНДР провела шестое ядерное испытание. Первой об этом событии сообщила Корейская метеорологическая администрация. Министерство иностранных дел Японии также пришло к выводу, что КНДР провела ядерное испытание. Геологическая служба США сообщила о землетрясении в 6,3 баллов, недалеко от северокорейского ядерного полигона Пунгери. Южнокорейские органы власти заявили, что по их мнению землетрясение было искусственным — спровоцированным ядерным испытанием. Геологическая служба США, как и Центр сетей по вопросам сейсмологии Китая, сообщила, что через несколько минут после первого происшествия на том же месте произошло второе, меньшее, землетрясение, которое охарактеризовалось обрушением полости[уточнить].
КНДР подтвердила, что она провела испытание термоядерной бомбы, которая может быть установлена на межконтинентальную баллистическую ракету (МБР) с большой разрушительной силой. Фотоснимки северокорейского лидера Ким Чен Ына, который осматривает устройство, напоминающее боеголовку с термоядерным оружием, были обнародованы за несколько часов до испытания.

## Оценки мощности

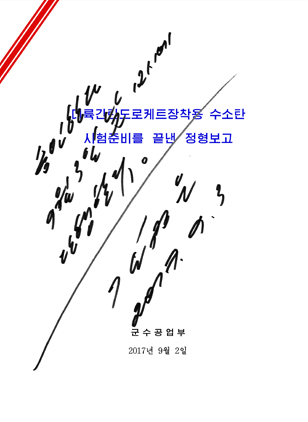

Согласно предварительному отчёту Ким Янг-Ву, начальника южнокорейского парламентского комитета обороны, мощность ядерного взрыва эквивалентна примерно 100 килотоннам в тротиловом эквиваленте. По предположению южнокорейской метеорологической администрации, мощность взрыва составляла 50—60 килотонн. Ученые из Университета науки и техники Китая на основе сейсмических результатов сделали вывод, что ядерное испытание состоялось в 03:30 UTC с координатами 41°17′53″ с. ш. 129°04′27″ в. д., за несколько сотен метров от предыдущих четырех испытаний (2009, 2013, январь и сентябрь 2016), тогда как его мощность составляла 108,1 килотонну. В противоположность этому, независимое агентство по мониторингу сейсмической активности NORSAR, опираясь на оценку силы землетрясения в 5,8 баллов, подсчитало, что мощность взрыва составила около 120 килотонн. Немецкий Федеральный институт геонаук и природных ресурсов предоставил верхнюю оценку мощности в несколько сотен килотонн, исходя из выявленного землетрясения в 6,1 баллов.

## Реакция

### Международная реакция
Южная Корея, Китай, Япония, Россия и члены ASEAN решительно осудили ядерное испытание. Президент США Дональд Трамп опубликовал сообщение в Твиттере: «Северная Корея провела большое ядерное испытание. Их слова и действия остаются враждебными и опасными для США». На вопрос, атакуют ли Соединенные Штаты КНДР, Трамп ответил: «Мы посмотрим». Министр обороны США Джеймс Маттис предупредил КНДР, заявив, что страна получит «массивный военный ответ», если она будет угрожать США или их союзникам. 4 сентября 2017 года по просьбе США, Южной Кореи, Японии, Франции и Великобритании  было созвано открытое экстренное заседание Совета безопасности ООН.